# Saprosma parvifolia
Saprosma parvifolia är en måreväxtart som beskrevs av William Grant Craib. Saprosma parvifolia ingår i släktet Saprosma och familjen måreväxter.
Artens utbredningsområde är Thailand. Inga underarter finns listade i Catalogue of Life.